# Eucoelium orientalis
Eucoelium orientalis is een zakpijpensoort uit de familie van de Polycitoridae. De wetenschappelijke naam van de soort is, als Polycitorella orientalis, voor het eerst geldig gepubliceerd in 1990 door Kott.